# لوكهيد إكس سي-35
لوكهيد إكس سي-35 (XC-35) هي طائرة تجريبية بمقصورة مضغوطة مزدوجة المحرك. تعتبر ثاني الطائرات الأمريكية التي تتميز بمقصورة مضغوطة. سميت 'السوبر المقصورة' من قبل الجيش. تم تطويرها على آساس طائرة لوكهيد نموذج 10 إلكترا التي صممت في عام 1935 بطلب من سلاح الجو في الجيش.

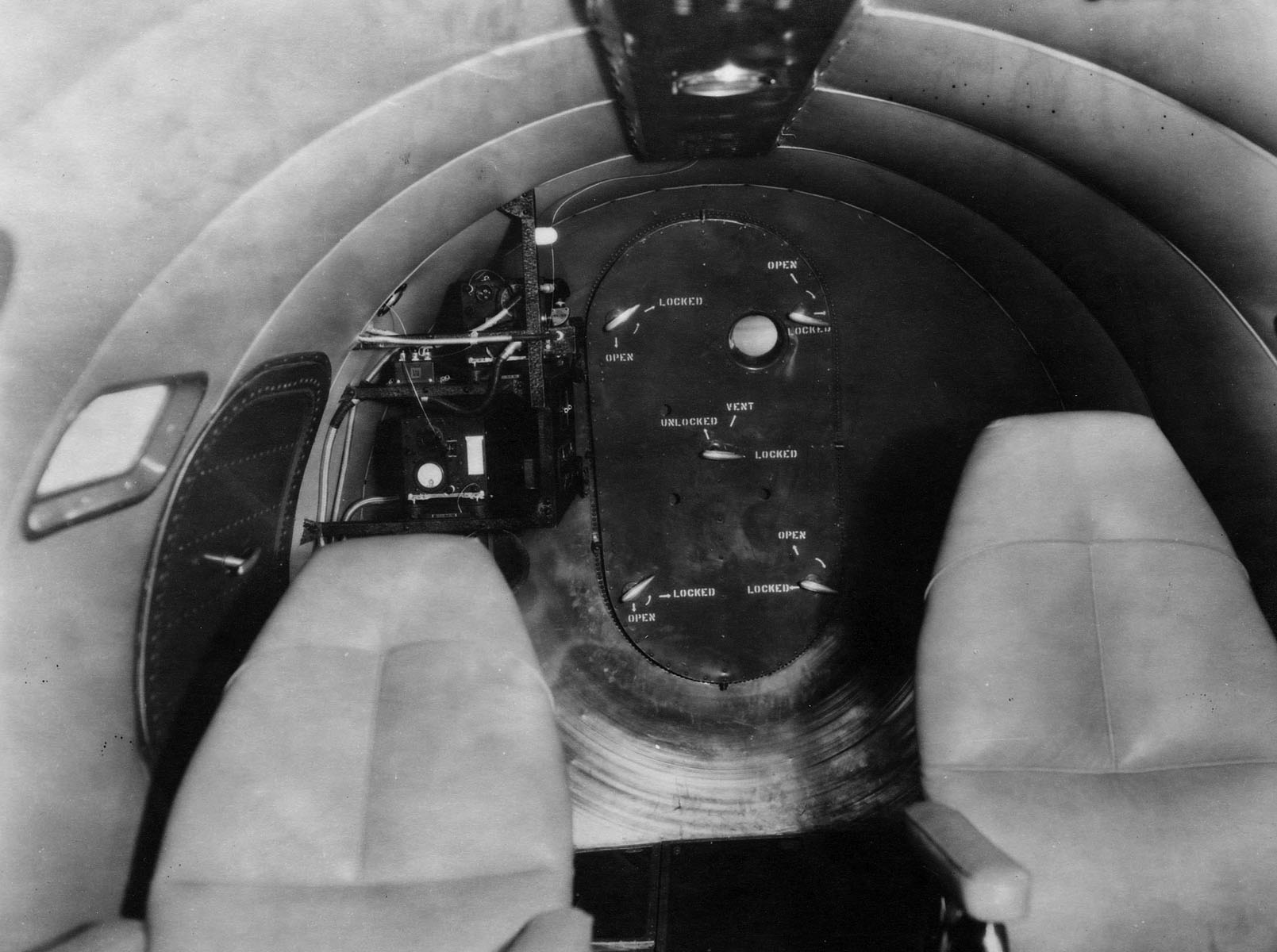
منظر من الخلف للمقصورة المضغوطة.

## وصلات خارجية
- XC-35 في جمع من متحف الطيران والفضاء الوطني
- XC-35 من المتحف الوطني في القوات الجوية للولايات المتحدة
- لوكهيد XC-35 (10E) الكترا
- لوكهيد 10-E XC-35 (36-353 c/n 3501)
- XC-35 معرض الصور من المتحف الوطني في القوات الجوية للولايات المتحدة